# Съдебна система на България
Съдебната система на България е съвкупността от институции, които въплъщават една от трите власти в страната – съдебната (другите две са изпълнителна и законодателна). На първо място устройството на съдебната система е уредено в Конституция на Република България (КРБ), а след това и в други нормативни актове, най-важен от които е Законът за съдебната власт.

## Конституционна уредба на съдебната власт
В чл. 8. на КРБ е потвърдено разделението на властите в страната. 
| „                                 | Чл. 8. Държавната власт се разделя на законодателна, изпълнителна и съдебна. | “ |
| Конституция на Република България |                                                                              |   |

Въпросите, касаещи съдебната власт, са уредени в Глава 6. „Съдебна власт“ (чл. чл. 117 – 134) на КРБ.
Правораздаването в България е триинстанционно. Съдилищата са държавни органи, на които са възложени правораздавателни функции по граждански, наказателни и административни дела.

## Структура на съдебната система
Организацията и дейността на съдилищата в България са уредени в Закона за съдебната власт. Висшият съдебен съвет е висш административен орган за управление на съдебната власт, който представлява съдебната власт и осигурява нейната независимост, определя състава и организацията на работа на съдебната власт и осъществява управление на дейността ѝ. Той определя броя на съдебните райони и седалищата на районните, окръжните, административните и апелативните съдилища. С промени от 2015 г., заради различната специфика на дейностите им, ВСС е разделен на две колегии – съдийска и прокурорска. Министърът на правосъдието участва в заседанията на ВСС, но без право на глас, защото е представител на изпълнителната власт.
Прокуратурата (или държавно обвинение) е тази, която трябва да повдига обвинения за накърнени интереси на държавата или злоупотреба със служебно положение. Следствието ѝ е подчинено и има за задача да събира доказателства в съдействие с полицията.
Съдебната система в България най-общо разделя магистратите на три категории: съдии, прокурори и следователи. Всички те се ползват с имунитет, подобно на народните представители.

## Видове съдилища
По закон съдилищата се разделят на районни, окръжни, военни, административни и апелативни съдилища, Върховен касационен съд (ВКС), Върховен административен съд (ВАС) и Конституционен съд (КС). Съществува и арбитражен съд, но той не е държавна институция. Административните съдилища, начело с Върховния административен съд, са мястото където се разглеждат дела, свързани с държавната администрация. В гражданските съдилища (окръжни и районни) се разглеждат граждански и наказателни дела. В апелативните съдилища се разглеждат обжалваните дела на втора инстанция. Най-висшата (трета) инстанция на последните е Върховният касационен съд.
Районни съдилища (РС) – това са основните съдилища, които разглеждат делата като първа инстанция. Решенията им подлежат на обжалване пред съответния окръжен съд.
Окръжните съдилища (ОС) действат като първо- и второинстанционни. Те разглеждат като първа инстанция точно определена категория дела, характеризиращи се с по-висок материален интерес или значимост на обществените отношения, до които се отнасят. Като втора (въззивна) инстанция окръжните съдилища действат при разглеждане на решения, постановени от районите съдилища. Софийски окръжен съд обслужва населението на административно-териториална единица Софийска област (София област). Софийски градски съд е въззивна инстанция на София-град (със статут на окръжен съд).
Административни съдилища – В тях се разглеждат всички дела по искания за: издаване, изменение, отмяна или обявяване на нищожност на административни актове; обявяване на нищожност или унищожаване на споразумения по Административно-процесуалния кодекс; защита срещу неоснователни действия и бездействия на администрацията; защита срещу незаконно принудително изпълнение; обезщетения за вреди от незаконосъобразни актове, действия и бездействия на административни органи и длъжностни лица; обезщетения за вреди от принудително изпълнение; обявяване на нищожност, обезсилване или отмяна на решения, постановени от административните съдилища; установяване неистинността на административни актове по Административно-процесуалния кодекс.
Апелативният съд (АС) разглежда делата, образувани по жалби и протести срещу първоинстанционните актове на окръжните съдилища в неговия съдебен район.
Други специализирани съдилища – военен, военно-апелативен и др.
Дела, свързани с тълкувания на Конституцията, се разглеждат от 12-членния Конституционния съд, който не е част от съдебната система.

## Скандали в съдебната система

### Казусът със съдия Румяна Ченалова
Френският посланик в България Ксавие Лапер дьо Кабан (фр. Xavier Lapeyre de Cabanes) публично изказва съмнения (2014), че съдия Румяна Ченалова неправомерно е отнела собствеността на френско предприятие в полза на други лица. След изнесената информация е последвало изслушване на съдия Ченалова от ВСС. Част от членовете на ВСС, сред които и Калин Калпакчиев, смятат, че тя е излъгала ВСС в частта относно това, че не познава назначения синдик по делото с френското предприятие.